# Nécropole nationale d'Haubourdin
La nécropole nationale d'Haubourdin est un cimetière militaire français situé à Haubourdin, dans le Nord, en France. Il jouxte le cimetière communal, lui même jouxtant le cimetière militaire allemand. Au total, 1 987 personnes y sont inhumées.

## Description
À la suite de la Bataille de Lille en 1940, un cimetière est créé à Haubourdin à côté du cimetière communal, icelui étant jouxté par un cimetière militaire allemand créé lors de la Première Guerre mondiale. Le cimetière militaire est aménagé en 1941. Il est étendu entre 1952 et 1954 lorsque des corps de militaires et résistants du département du Nord sont exhumés et regroupés. Il s'étend sur 7 425 mètres carrés. Des tombes soviétiques sont présentes au nord de la nécropole. 
Les généraux Pierre Dame (tombe no 108) et Gustave Mesny (tombe no 107) reposent dans le cimetière, parmi les soldats, leurs tombes sont voisines.
Un monument aux soldats russes et soviétiques morts pour la France et leur patrie pendant les deux guerres est érigé à l'extrême nord du site.

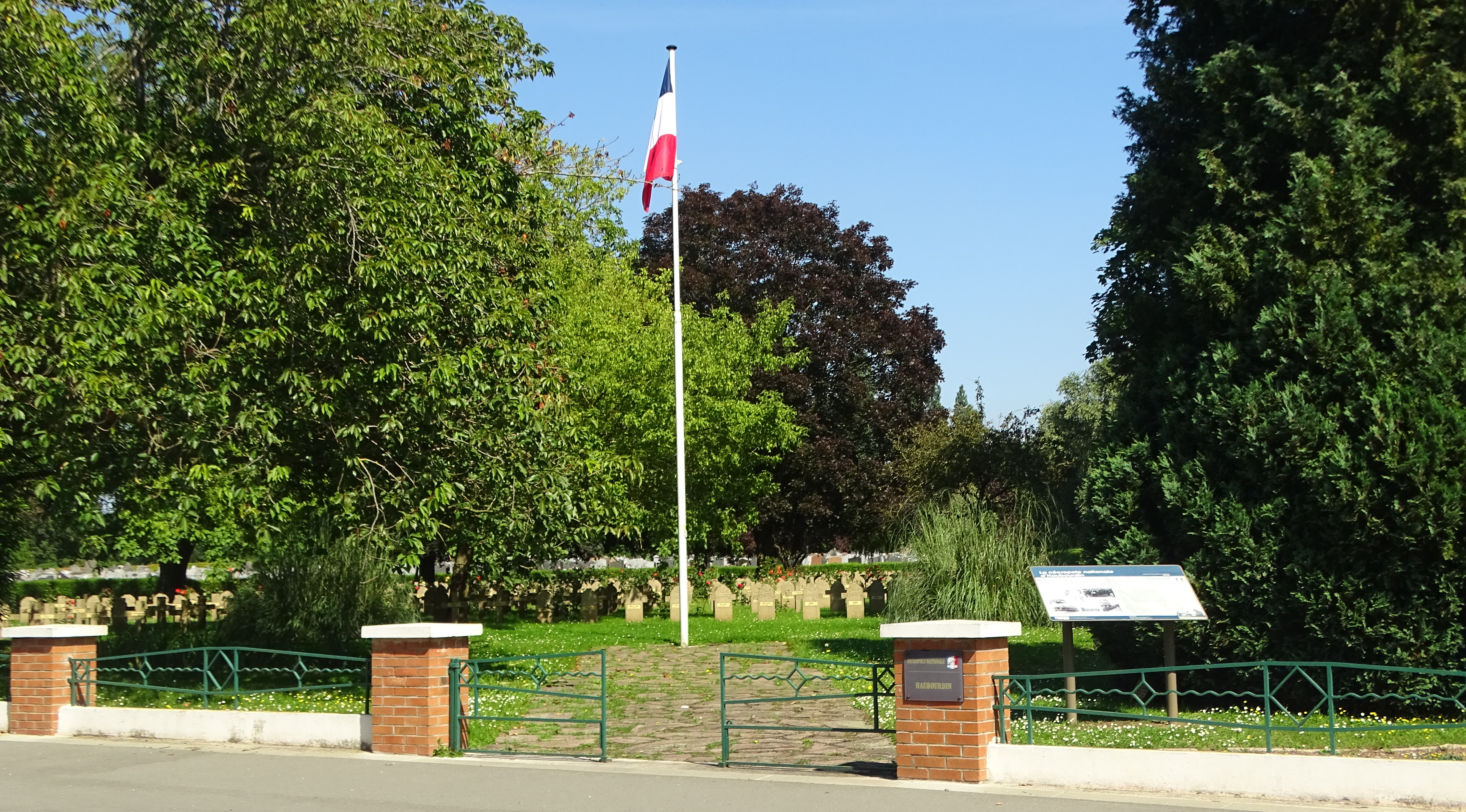
L'entrée de la nécropole.
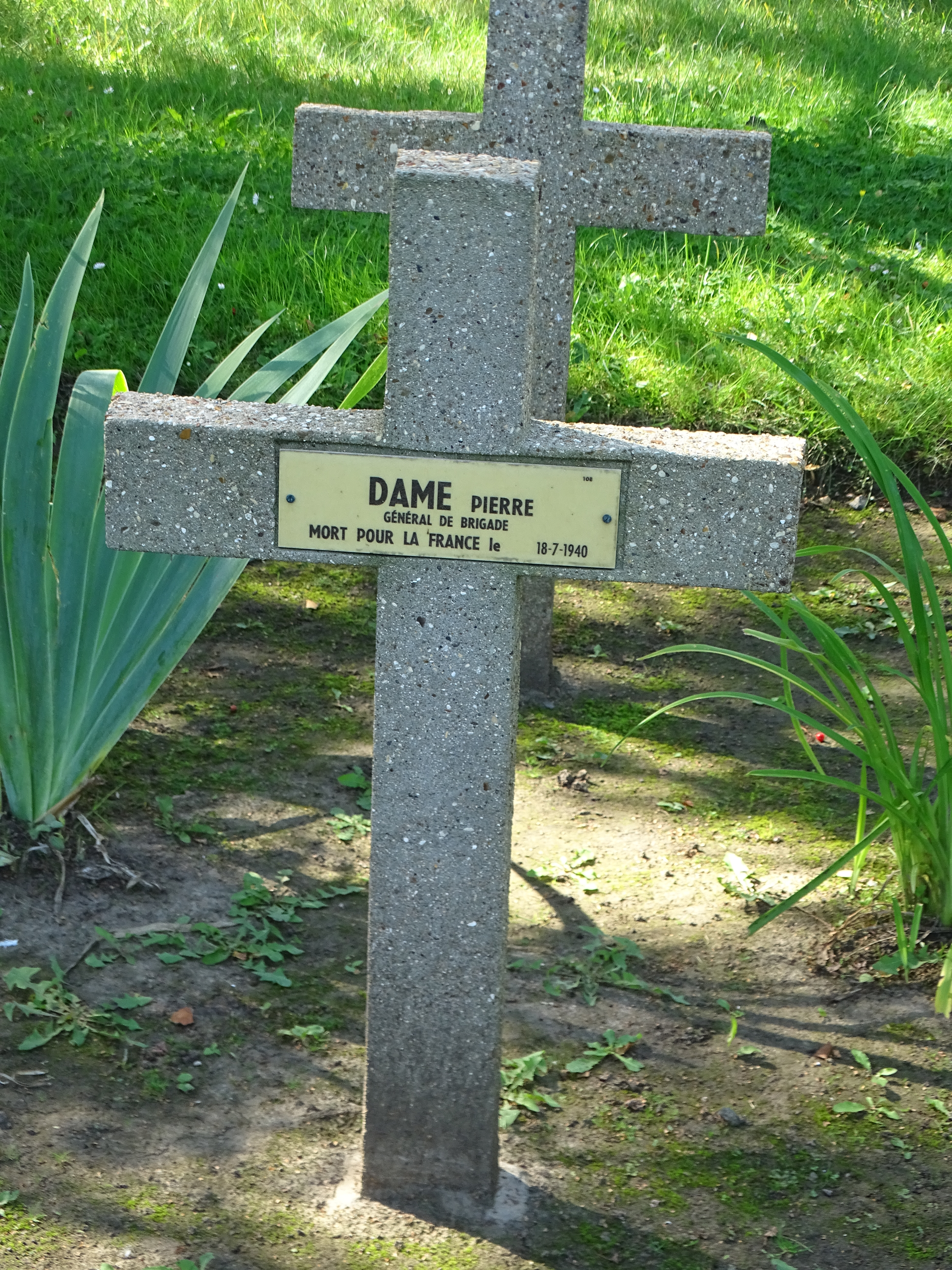
Tombe de Pierre Dame.
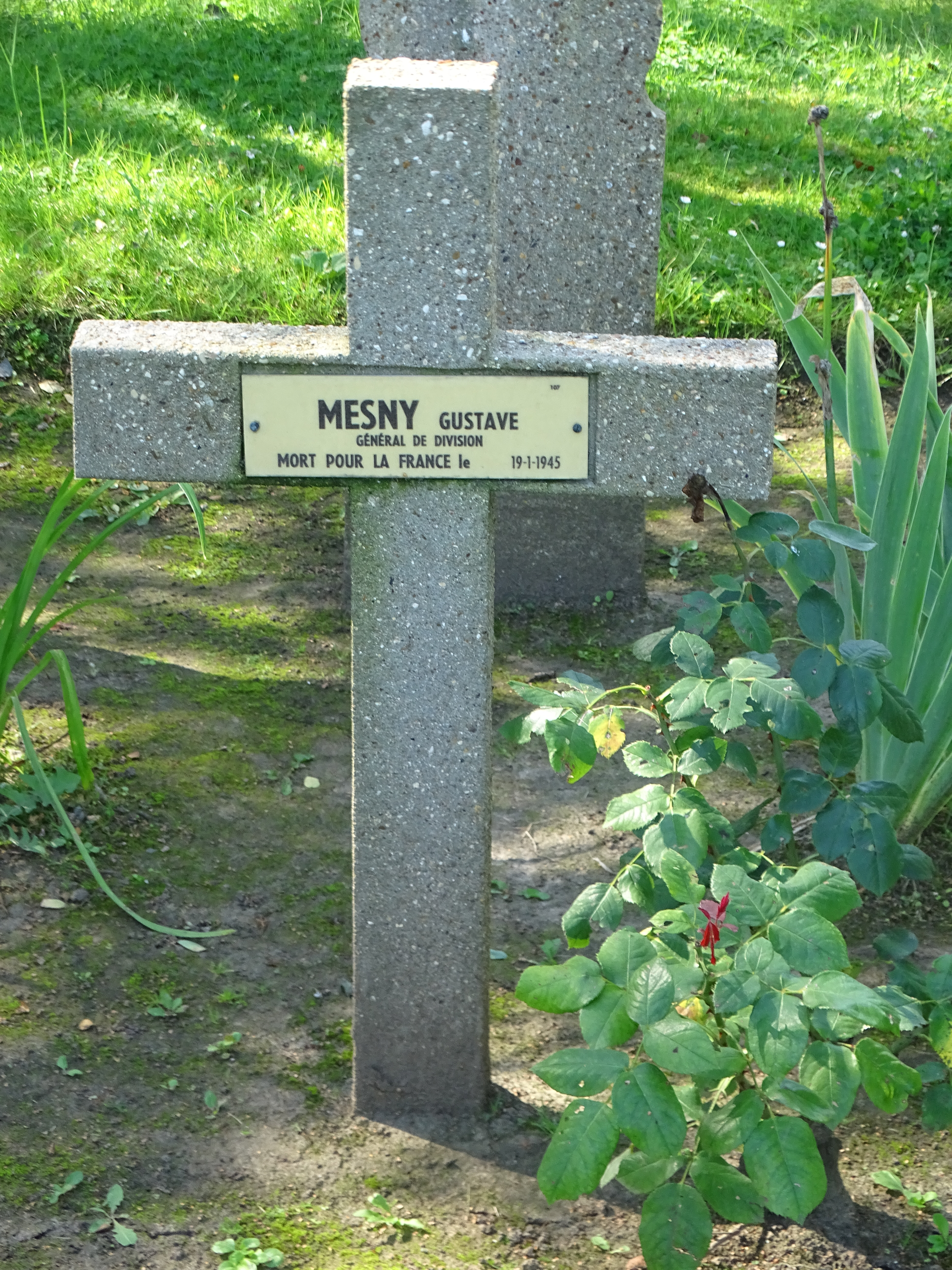
Tombe de Gustave Mesny.
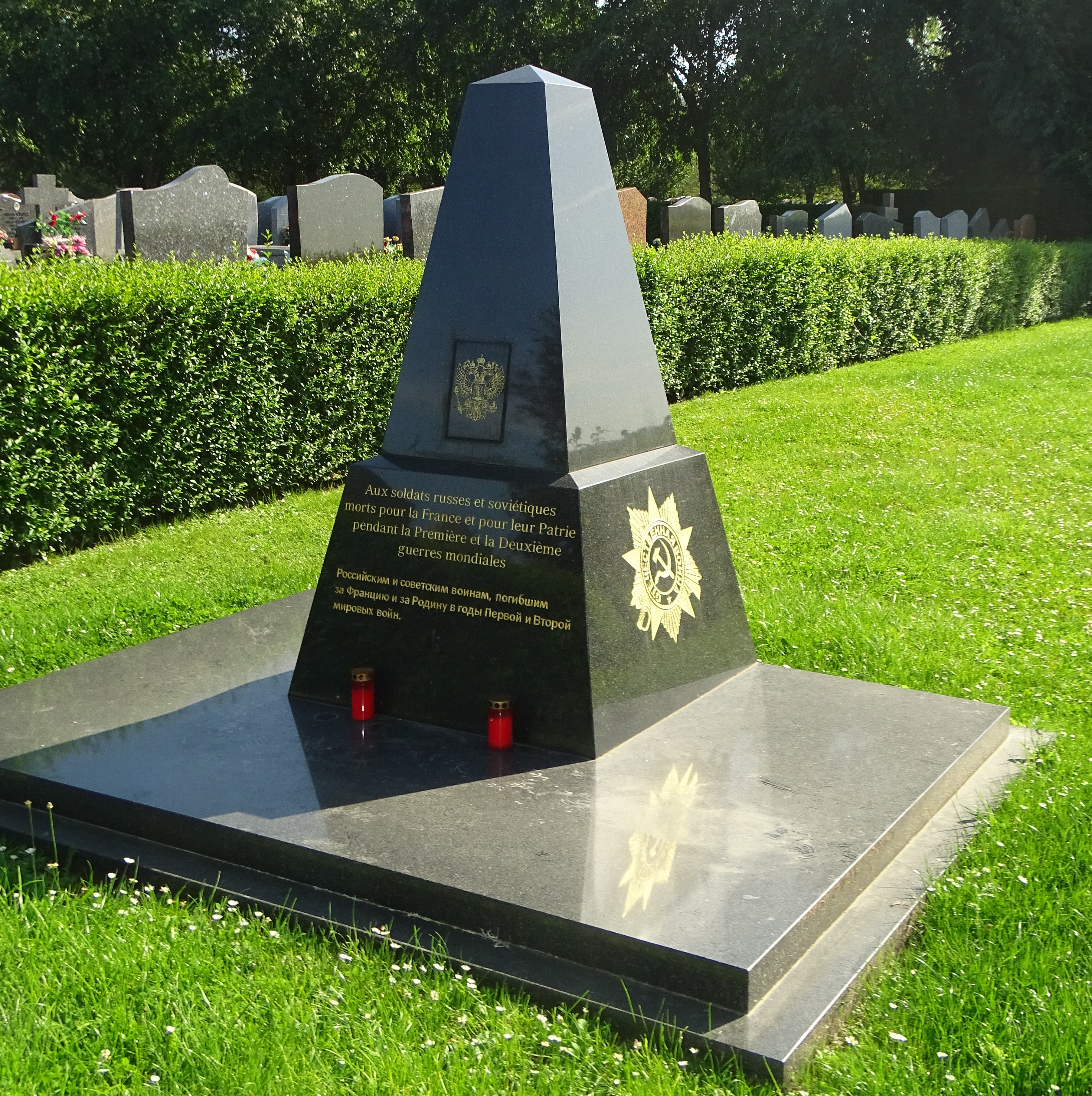
Le monument aux soldats russes.